# Församlingsherde
Församlingsherde är en titel inom Svenska kyrkan. Det är en informell beteckning som används för vissa komministrar med arbetsledande ansvar. 
Den 1 januari 2014 förändrades Svenska kyrkans lokala struktur, vilket gjorde att kyrkoherdarna pålades ett utökat ansvar, vilket i sin tur föranledde behovet av en organisationsförändring. Det utökade ansvaret påverkade kyrkoherdens möjligheter att leda och fördela arbetet inom ett pastorat. Församlingsherden kan på delegation från kyrkoherden ansvara för församlingens arbete inom gudstjänst, undervisning, diakoni och mission. I arbetet ingår bland annat verksamhetsplanering och delegerat budget- och personalansvar. Församlingsherden är, på de platser där titeln används, i regel även den komminister som sitter i församlingsrådet efter uppdrag från kyrkoherden. 2017 beslöt kyrkostyrelsen att församlingsherde är en titel för präster med ledningsuppdrag.
Ordet församlingsherde är i sig inte nytt  utan har förekommit i äldre tider, då som synonym till "församlingspråst", som heller inte är en titel. Titulaturen är informell, då den saknas i kyrkoordningen. Det har dock motionerats till kyrkomötet om en förändring i det avseendet.